# Taggia
Taggia es una localidad y comune italiana de la provincia de Imperia, región de Liguria, con 14.290 habitantes.

## Evolución demográfica
| Gráfica de evolución demográfica de Taggia entre 1861 y 2001 |
|                                                              |
| Fuente ISTAT - elaboración gráfica de Wikipedia              |